# Eikenhorst (landgoed)

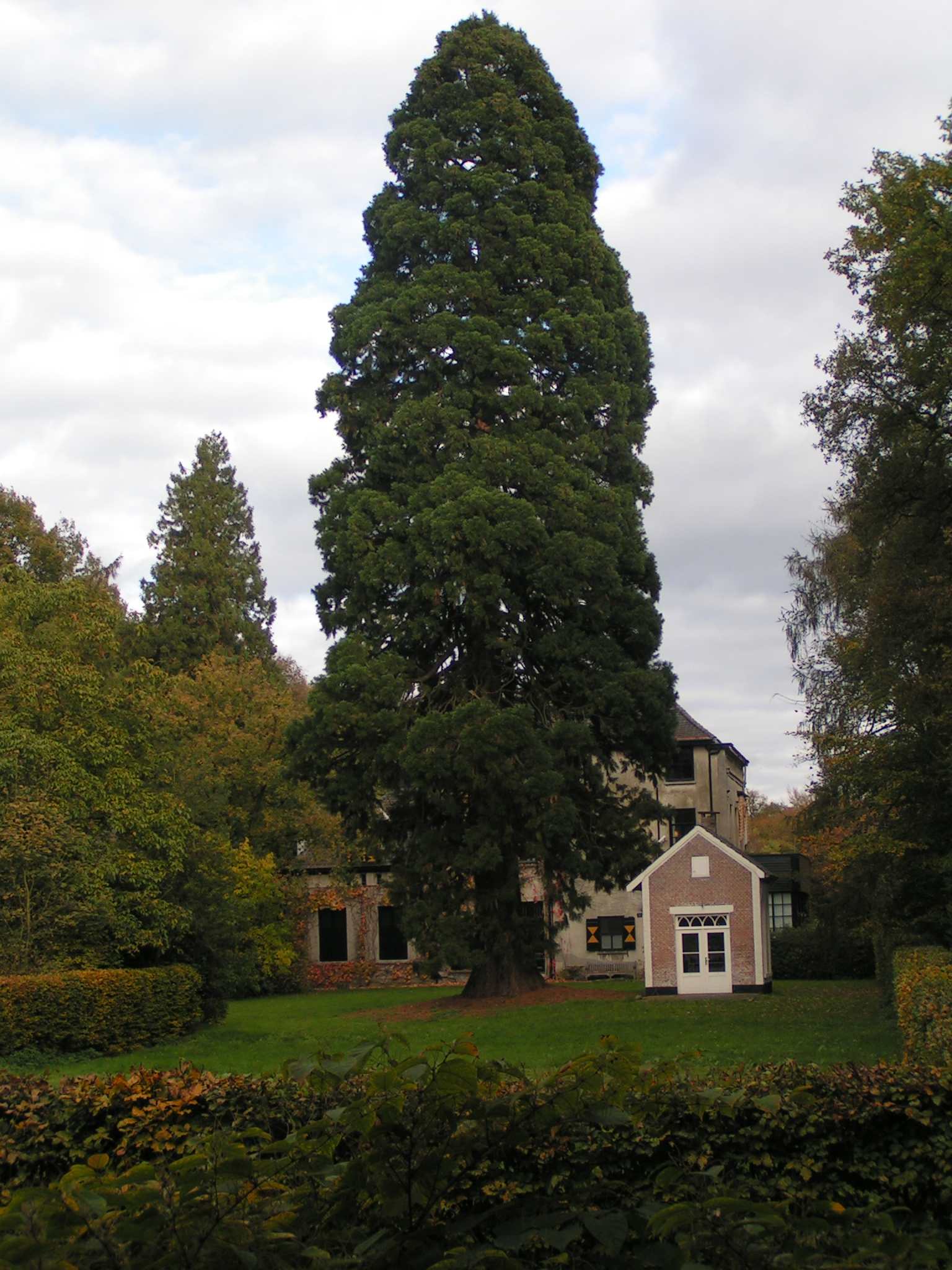
De dikste mammoetboom van Noord-Brabant staat op Landgoed Eikenhorst in Haaren

Eikenhorst is een 35 ha. groot landgoed met landhuis bij Esch ten noorden van de plaats Boxtel in de Noord-Brabantse gemeente Boxtel. Het is eigendom van de Stichting Brabants Landschap.

## Geschiedenis
Eikenhorst werd in 1806 op een deel van de toenmalige Halsche Heide aangelegd door de gebroeders Joseph en Antoon de Wijs, broers van Franciscus de Wijs en leden van de Provinciale Staten. Zij ontgonnen veel woeste gronden in de omgeving van Boxtel en Esch. 
De gebroeders werden opgevolgd door Carolus van Rijckevorsel. In 1907 kwam het landgoed in handen van de familie Windstosser en daarna in die van de familie Henket. De laatste familie bracht het bezit onder in een stichting en stelde het in 1933 in het kader van de natuurschoonwet open voor het publiek.

## Monument
In 2004 werd het landgoed als waardevol cultuurbezit opgenomen in het register van rijksmonumenten. Onder de bescherming valt het hoofdgebouw met parkaanleg, het koetshuis annex orangerie, de portierswoning, het kinderspeelhuis, de tuin met tuinmuur en koude bakken en de hekpijlers. 

### Park
Het landgoed is aangelegd in de Engelse landschapsstijl, waarschijnlijk naar een ontwerp van de landschapsarchitect Jan David Zocher Jr.. Hierbij werden onder meer waterpartijen aangelegd die leken op natuurlijke wateren. De grootste vijver kreeg de bijnaam Serpentine. Zichtassen bieden een wandelaar onverwachte doorkijken richting landhuis. Tot de plantensoorten die voorkomen behoren rode beuk, waterviolier en witte klaverzuring. Over het landgoed is een publiekswandeling van twee km uitgezet.

## Omgeving
Ten westen van het landgoed ligt de Essche Stroom, ten zuiden het landgoed Sparrenrijk, ten oosten het Wilhelminapark en ten zuidoosten het landgoed Venrode.